# EQUULEUS
EQUULEUS (EQUIlibriUm Lunar-Earth point 6U Spacecraft) är en nanosatellit i 6U CubeSat-formatet som kommer att mäta fördelningen av plasma som omger jorden (plasmasfären) för att hjälpa forskare att förstå strålningsmiljön i den regionen. Den kommer också att demonstrera tekniker för kursstyrning såsom flera månförbiflygningar, inom jord-måneområdet med vattenånga som drivmedel. Rymdfarkosten designades och utvecklades gemensamt av Japan Aerospace Exploration Agency (JAXA) och University of Tokyo. Farkosten kommer att följa med i Artemis-1 uppdraget.